# Filicaleyrodes williamsi
Filicaleyrodes williamsi là một loài côn trùng cánh nửa trong họ Aleyrodidae, phân họ Aleyrodinae.
Filicaleyrodes williamsi được Trehan miêu tả khoa học đầu tiên năm 1938.